# Општина Росоман
Општина Росоман је једна од 9 општина Вардарског региона у Северној Македонији. Седиште општине је истоимено село Росоман.
Општина Росоман једна је од општина са бројнијом српском мањином у Северној Македонији.

## Положај
Општина Росоман налази се у средишњем делу Северне Македоније. Са других страна налазе се друге општине Северне Македоније:
- север — Општина Градско
- исток — Општина Неготино
- југ — Општина Кавадарци
- запад — Општина Чашка

## Природне одлике
Рељеф: Општина Росоман налази се на западно од Вардара. Ова област познатија је као Тиквеш, плодна је и добро обрађена. Западни део општине је планински — планина Клепа.
Клима у општини влада топлија варијанта умерене континенталне климе због утицаја Средоземља.
Воде: Вардар и Црна Река су најзначајнији водотоци у општини, а сви мањи водотоци се у њих уливају.

## Становништво
Општина Росоман имала је по последњем попису из 2002. г. 4.141 ст., од чега у седишту општине, селу Росоману, 2.554 ст. (62%). Општина је ретко насељена, посебно сеоско подручје.
Национални састав по попису из 2002. године био је:
|           | Број  | Постотак |
| Укупно    | 4.141 | 100%     |
| Македонци | 3.694 | 89,2%    |
| Срби      | 409   | 9,9%     |
| остали    | 38    | 0,9%     |

## Насељена места
У општини постоји 10 насељених места, сва са статусом села:
→ * — српска мањина у насељу
| - Росоман* - Дебриште - Камен Дол - Крушевица - Манастирец | - Мрзен Ораовец - Паликура - Рибарци - Сирково* - Трстеник |  |